# Буксгевден Федір Федорович
Федір Федорович Буксгевден (Фрідріх Вільгельм фон Буксгевден; нім. Friedrich Wilhelm von Buxhoeveden / Friedrich von Buxhöwden); 13 вересня 1750 — 4 вересня 1811) — один з воєначальників російської армії часів Наполеонівських війн, генерал від інфантерії (1803). У 1797–1798 роках обіймав пост петербурзького військового губернатора, у 1808–1810 роках обіймав аналогічну посаду в Ризі. На початку Російсько-шведської війни командував російськими військами. Був власником мизи Лігово.

## Біографія
Походив з балтійського шляхетського роду Буксгевденів, які вели свій родовід від Альберта фон Буксгевдена, першого єпископа Лівонії (1199–1229), засновника Риги (1201) .
Закінчив Артилерійський та інженерний шляхетський кадетський корпус (1770). Будучи кадетом, брав участь у російсько-турецькій війні. За відзнаку в бою під Бендерами отримав звання інженер-прапорщика. 1771 року під час штурму Браїлова був двічі поранений, але залишився на полі бою та вивів з ладу 2 ворожих гармати. За той подвиг був нагороджений орденом Святого Георгія 4-го ступеня.
З 1772 року — ад'ютант головного начальника артилерії Григорія Орлова. З 1783 року — командир Кексгольмського полку.
Під час російсько-шведської війни 1788–1790 років командував десантним загоном у складі Балтійського гребного флоту. Відзначився в Роченсальмській битві 1789 року під час висадки десанту на острів Куцель-Мулім. За вдалі дії десанту, яким він керував, був нагороджений орденом Святого Георгія 3-го ступеня й отримав звання генерал-майора.
Під час польської кампанії 1793–1794 років командував піхотною дивізією. Під керівництвом Олександра Суворова на чолі однієї з колон брав участь у штурмі Праги. За відзнаку в бою був нагороджений орденом Святого Володимира 2-го ступеня та золотою зброєю. У 1794–1796 роках — комендант Варшави та губернатор Польщі.
З червня 1797-го до серпня 1798 року займав пост військового губернатора Санкт-Петербурга.

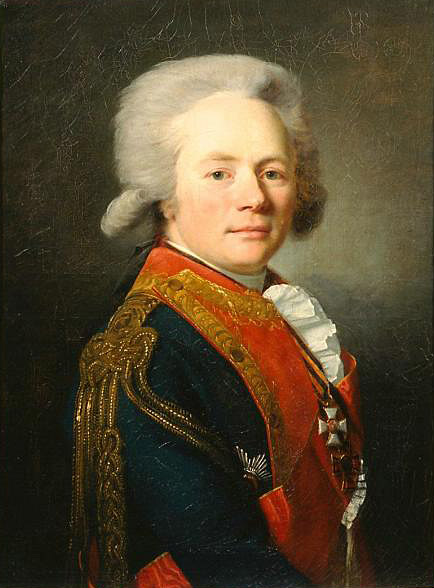
Портрет роботи Жана Луї Вуаля

За Павла I потрапив в опалу та 1799 року був звільнений з військової служби. Був відновлений 1803 року та призначений на посаду інспектора військ Ліфляндської інспекції та генерал-губернатором Риги.
Під час війни 1805 року командував Волинською армією. Під Аустерліцом командував лівим крилом російсько-австрійської армії.
Під час війни 1806–1807 років командував піхотним корпусом (39 тисяч піхоти, бл. 7 тисяч кавалерії, 1200 артилеристів), але невдовзі повернувся до виконання обов'язків ризького генерал-губернатора.
На початку російсько-шведської війни 1808–1809 років призначений на пост головнокомандувача регулярної армії у Фінляндії. За вміле керівництво військами під час взяття фортеці Свеаборг був нагороджений орденом Святого Георгія 2-го ступеня, а за успіхи в першому періоді кампанії — орденом Святого Андрія Первозванного. Після захоплення Південної та Середньої Фінляндії й Аландських островів уклав перемир'я, яке не затвердив Олександр I. У грудні 1808 вийшов у відставку.
Як воєначальник був прибічником маневрених дій, керував військами із зайвою педантичністю. Мав крутий незалежний характер, здатність приймати сміливі рішення й наполегливо провадити їх у життя.
Помер у власному замку Лоде; був похований в усипальниці Старо-Пановської церкви поряд із маєтком Лігово.

## Родина
Був одружений з Наталією Алексеєвою (1758–1808), позашлюбною дочкою Григорія Орлова, вихованкою Смольного інституту, подругою Катерини Нелідової. У шлюбі народились:
- Софія (1778–1830) — була одружена з курським губернатором Аркадієм Нелідовим (1772–1834), мали дочку Варвару.
- Марія (1780–1836) — була одружена з статським радником фон Майделем.
- Наталія (1782—?) — була одружена з полковником бароном Унгерн-Штернбергом.
- Олександр (1783–1839) — камергер, був одружений з баронесою Деллінсгаузен.
- Петро (1784–1863) — генерал-лейтенант, сенатор, був одружений з княжною Черкаською (1784–1788).